# Kazimierz Kręcki
Kazimierz  Kręcki (ur. 27 lutego 1817 w Raciążu koło Tucholi, zm. 13 lutego 1856 w Starogrodzie) – polski ksiądz rzymskokatolicki, działacz społeczny, jeden z założycieli Ligi Polskiej.

## Życiorys

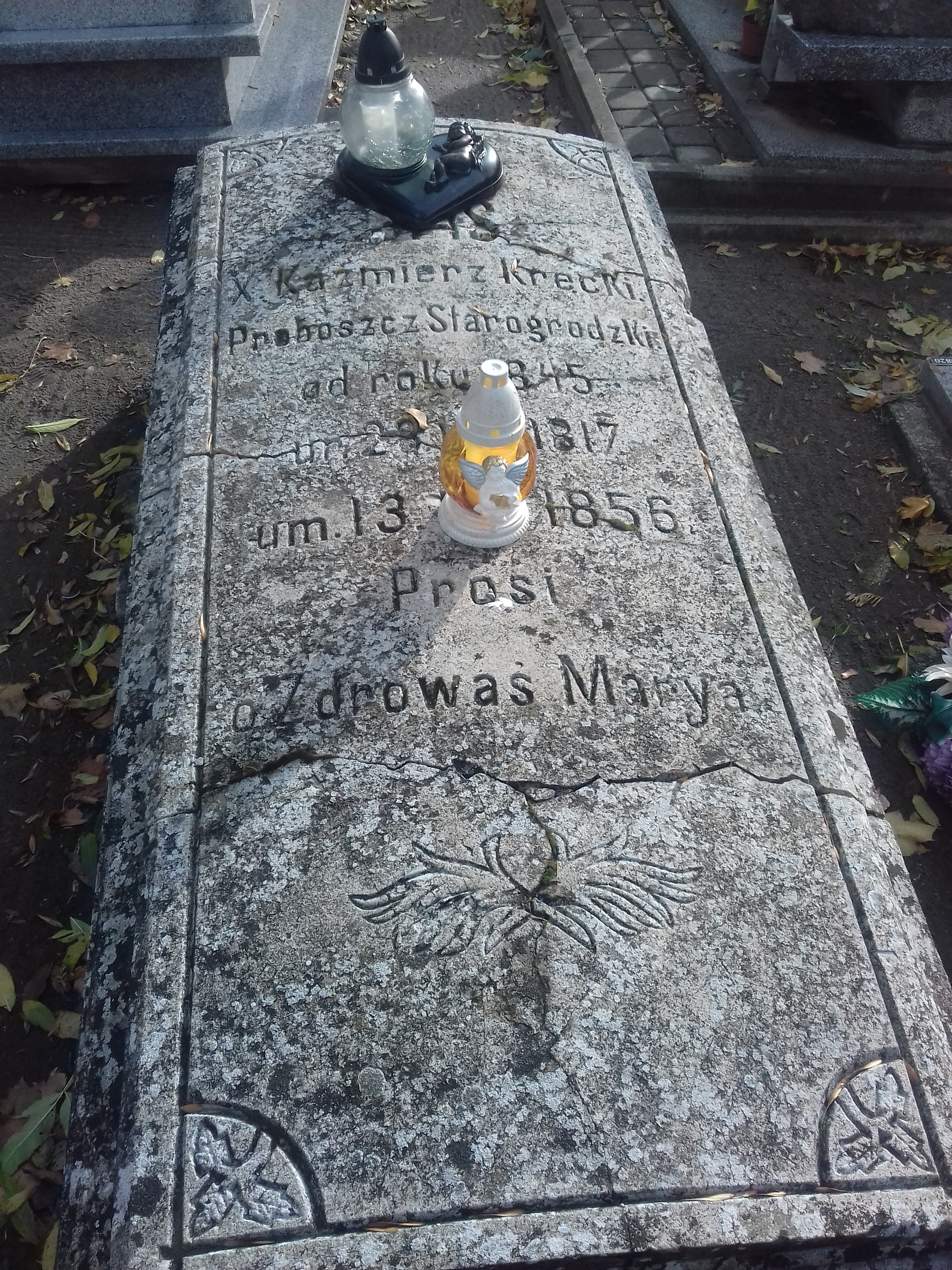
zdjęcie z nagrobka Kazimierza Kręckiego na cmentarzu w Starogrodzie

Urodził się w rodzinie Mateusza i Józefiny z domu Grabowicz. W wieku 14 lat rozpoczął kształcenie w Królewskim Katolickim Gimnazjum w Chojnicach, gdzie zdał maturę w 1840. W czasie nauki należał do tajnej polskiej organizacji uczniowskiej. Następnie podjął studia teologiczne w Seminarium Duchownym w Pelplinie. Wyświęcony na kapłana 14 kwietnia 1844, został skierowany do pracy duszpasterskiej jako wikariusz w Świeciu nad Wisłą. W 1845 uzyskał nominację na proboszcza w Starogrodzie koło Chełmna. W parafii i najbliższych okolicach prowadził akcję oświatową wśród wiernych. W 1848 stał się jednym z założycieli Ligi Polskiej. Popierał działalność założonego w Chełmnie Towarzystwa Pomocy Naukowej. 28 lipca 1848 wraz z innymi duchownymi wystosował petycję do pruskich władz oświatowych w Berlinie w sprawie zwiększenia liczby godzin nauczania języka polskiego w szkolnictwie elementarnym i gimnazjalnym. W 1849 objął redakcję czasopisma Katolik Diecezji Chełmińskiej, w którym zachęcał do pielęgnowania kultury polskiej i regionalnej oraz polskiej mowy. Na jego łamach w l. 1850-1851 opublikował cykl artykułów "Życiorysy biskupów chełmińskich". Po dwóch latach, w 1851, czasopismo zostało zamknięte przez władze pruskie na mocy reakcyjnego prawa prasowego. W czasie wielkiej powodzi Wisły, która dotknęła nizinną część jego parafii, uczestnicząc w akcji ratunkowej nabawił się choroby i zmarł na gruźlicę płuc 13 lutego 1856 w Starogrodzie. Kazimierza Kręckiego bratem był   powstaniec wielkopolski 1848 roku  ksiądz katolicki Jan Walenty Kręcki.